# Build (conferencia desarrolladores)

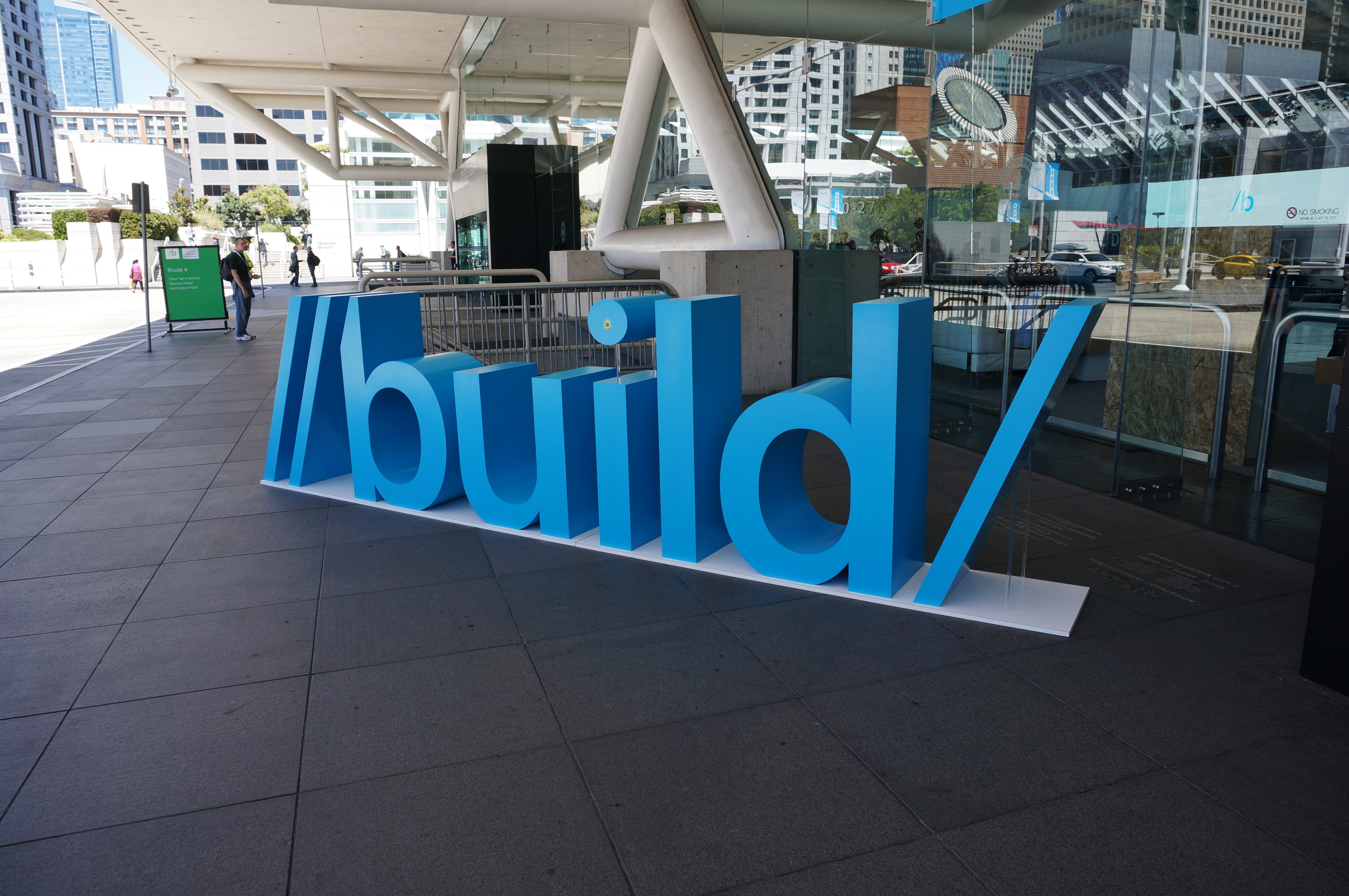
Cartel de la conferencia Build 2013 de Microsoft en la entrada del Moscone Center en San Francisco

Microsoft Build' (a menudo estilizado como //build/) es un evento anual de conferencia celebrado por Microsoft, dirigido a ingenieros de software y desarrolladores webs que utilizan Windows, Microsoft Azure y otras tecnologías de Microsoft. Celebrado por primera vez en 2011, sirve como sucesor de los anteriores eventos para desarrolladores de Microsoft, la Conferencia de Desarrolladores Profesionales (un evento poco frecuente que cubría el desarrollo de software para el sistema operativo Windows) y MIX (que cubría el desarrollo web centrado en la tecnología de Microsoft como Silverlight y ASP.net). El precio para los asistentes fue de (US)2.195 dólares en 2016, frente a los 2.095 dólares de 2015. Las entradas se agotaron rápidamente, al minuto de abrirse el sitio de inscripción en 2016.

## Formato
El evento se ha celebrado en un gran centro de convenciones, o en un espacio de reunión construido a tal efecto en el Campus de Microsoft. La Keynote del primer día la ha protagonizado el CEO de Microsoft dirigiéndose a la prensa y a los desarrolladores. Ha sido el lugar para anunciar los hitos tecnológicos generales para los desarrolladores. Hay sesiones de trabajo dirigidas por ingenieros y directores de programas, la mayoría de las veces empleados de Microsoft que representan sus iniciativas particulares. El discurso de apertura del segundo día suele incluir inmersiones más profundas en la tecnología. Asisten miles de desarrolladores y tecnólogos de todo el mundo.

## Eventos

### 2011
Build 2011 se celebró del 13 al 16 de septiembre de 2011 en Anaheim, California. La conferencia se centró en gran medida en Windows 8, Windows Server 2012 y Visual Studio 2012; sus versiones Developer Preview también se lanzaron durante la conferencia. Los asistentes también recibieron un Samsung tableta que se enviaba con la build de Windows 8 "Developer Preview".

### 2012
Celebrada en el campus de Microsoft en Redmond del 30 de octubre al 2 de noviembre de 2012, la edición de 2012 de Build se centró en el recién estrenado Windows 8, junto con Windows Azure y Windows Phone 8. Los asistentes recibieron una tableta Surface RT con Touch Cover, un teléfono inteligente Nokia Lumia 920 y 100 GB de almacenamiento gratuito en SkyDrive.

### 2013
La Build 2013 se celebró del 26 al 28 de junio de 2013 en el Moscone Center (Norte y Sur) en San Francisco. La conferencia sirvió principalmente para desvelar la actualización Windows 8.1 para Windows 8. Cada asistente recibió una Surface Pro, Acer Iconia W3 (la primera tableta de 8 pulgadas con Windows 8) con un teclado Bluetooth, un año de Adobe Creative Cloud y 100 GB de almacenamiento gratuito en SkyDrive.

### 2014
La Build 2014 se celebró en el Moscone Center (West) en San Francisco del 2 al 4 de abril de 2014. Los asistentes a Build recibieron una Xbox One gratuita y una tarjeta regalo de 500 dólares de Microsoft Store.
Aspectos destacados:
- Modelo de controlador de pantalla de Windows 2.0 y DirectX 12
- Microsoft Cortana
- Windows Phone 8.1
- Windows 8.1 Spring Update
- Windows free on all devices with a screen size of 9" or less and on IoT
- Bing Widget de conocimiento y vinculación de aplicaciones
- .NET Nativo (Announcement, Product Page)
- .NET Compiler Platform (Roslyn)
- Visual Studio 2013 Update 2 RC
- Team Foundation Server 2013 Update 2 RTM
- TypeScript 1.0
- .NET Foundation

### 2015
La Build 2015 se celebró en el Moscone Center (West) en San Francisco del 29 de abril al 1 de mayo de 2015. El precio de la inscripción es de 2095 dólares, y se abrió a las 9:00 a. m. PST del jueves 22 de enero y se "agotó" en menos de una hora con un número indeterminado de asistentes. Los asistentes a la Build recibieron un HP Spectre x360 gratis. ultrabook.
Aspectos destacados:
- Windows 10
- Windows 10 Mobile
- HoloLens y Windows Holographic[12]
- Windows Server 2016
- Microsoft Exchange Server 2016
- Visual Studio 2015
- Visual Studio Code

### 2016
La Build 2016 se celebró en el Moscone Center de San Francisco del 30 de marzo al 1 de abril de 2016. El precio fue de 2195 dólares, un aumento de 100 dólares en comparación con el año anterior. Las entradas para la conferencia se agotaron en un minuto. A diferencia de años anteriores, no hubo regalos de hardware para los asistentes.
Aspectos destacados:
- Subsistema de Windows para Linux
- Cortana chatbot en Skype
- "El poder del lápiz y del PC"
- .NET Standard Library
- ASP.NET Core
- Extensión del navegador compatible con Edge
- Windows 10 Anniversary Update
- Xamarin
  - Gratuito para particulares, proyectos de código abierto, investigación académica, educación y pequeños equipos profesionales.[14]
  - Simulador remoto de iOS Simulador para Windows[15]

### 2017
La conferencia Build 2017 tuvo lugar en el Washington State Convention Center en el centro de Seattle, Washington del 10 al 12 de mayo de 2017. Había estado en el Moscone Center durante los cuatro años anteriores. Sin embargo, el centro Moscone estuvo en proceso de renovación desde abril hasta agosto de 2017. La ubicación de Seattle acercó la conferencia a la sede de Microsoft en Redmond, Washington. El precio se mantuvo en 2195 dólares para la conferencia de 2017. En esta conferencia no se regalaron dispositivos a los asistentes.
Aspectos destacados:
- Azure Cosmos DB
- Visual Studio para Mac
- WSL: Soporte para Fedora y SUSE
- Xamarin Live Player
- Windows 10 Fall Creators Update
- Sistema de diseño fluido de Microsoft

### 2018
La conferencia Build 2018 tuvo lugar en el Washington State Convention Center en el centro de Seattle, Washington Del 7 al 9 de mayo de 2018. El precio ha aumentado 300 dólares a 2495 dólares para la conferencia de 2018. La conferencia fue precedida por la Windows Developer Awards 2018 ceremonia.
Aspectos destacados:
- .NET
  - .NET Core 3
  - ML.NET
- Azure
  - Azure CDN
  - Azure Confidential Computing
  - Azure Database Migration Service
  - Azure Maps
- Microsoft 365
- Microsoft Store: aumento de la cuota de ingresos de los desarrolladores (95%; Apps que no son juegos a través de deeplink solamente)
- Visual Studio
  - App Center
  - IntelliCode
  - Live Share
- Windows 10 Redstone 5
  - Portapapeles en la nube
  - Bloc de notas de Microsoft: Soporte para Unix/Linux EOL
- Xamarin
  - Hyper-V Emulador de Android
  - Aprovisionamiento automático de dispositivos iOS
  - Xamarin.Essentials
  - Xamarin.Forms 3.0

### 2019
La conferencia Build 2019 tuvo lugar en el Centro de Convenciones del Estado de Washington en el centro de la ciudad de Seattle, Washington del 6 al 8 de mayo de 2019, más las actividades de aprendizaje opcionales posteriores al evento en los dos días siguientes. El precio disminuyó 100 dólares a 2395 dólares para la conferencia de 2019. La inscripción comenzó el 27 de febrero.
Aspectos destacados:
- .NET 5: próximo .NET Core multiplataforma
- Azure: Azure SQL Database Edge
- Fluid Framework
- Visual Studio: IntelliCode
- Visual Studio Code: Remote Development Extension Pack
- Visual Studio Online
- Subsistema de Windows para Linux 2
- Terminal de Windows: cmd.exe, PowerShell, y WSL en pestañas

### 2020
La conferencia Build 2020 fue cancelada debido a la coronavirus. Iba a tener lugar en el centro de Seattle, Washington del 19 al 21 de mayo de 2020. Microsoft anunció las fechas de Build, y de sus otras grandes conferencias el 2019-09-16. El precio se mantuvo en 2395 dólares para la conferencia de 2020, hasta que más tarde se anunció que se retransmitiría como evento digital, de forma gratuita.
Aspectos destacados:
- .NET MAUI (App UI multiplataforma)
- WSL: soporte de la GUI de Linux
- Administrador de paquetes de Windows

### 2021
Puntos destacados:
- .NET 6
- Azure
  - Azure AI Services
  - Azure Bot Service
  - Azure Metrics Advisor
  - Azure Video Analyzer
  - Azure Cognitive Services
- Power Fx
- PyTorch Enterprise en Microsoft Azure
- Microsoft Build of OpenJDK
- Subsistema de Windows para Linux GUI (WSLg)

### Los lugares de la fiesta de los asistentes
- 2011: The Grove
- 2012: Seattle Armory
- 2013: Pier 48
- 2014: AMC Metreon
- 2015: AMC Metreon
- 2016: Block Party Yerba Ln
- 2017: CenturyLink Field
- 2018: Museo de la Cultura Pop / Chihuly Garden and Glass
- 2019: CenturyLink Field